# Edward Watson (vicomte Sondes)
Edward Watson, vicomte Sondes (3 juillet 1686-20 mars 1722) de Lees Court, Sheldwich, Kent, et Park Place, Londres, est un homme politique britannique whig qui siège à la Chambre des communes entre 1708 et 1722.

## Biographie
Il est le fils aîné de Lewis Watson (1er comte de Rockingham) et de sa femme Catherine Sondes, fille de George Sondes. Il s'inscrit au Merton College, Oxford le 1er juin 1703, à l'âge de 16 ans  et voyage à l'étranger en Allemagne en 1707 .
Il revient d'Allemagne en 1708, à temps pour être élu député whig de Canterbury aux élections générales britanniques de 1708. Le 25 janvier 1709, il propose à la reine une motion tendant à ce qu'elle envisage de se remarier. Il soutient également la naturalisation des Palatins. Il est nommé à un comité chargé de rédiger un projet de loi visant à limiter le temps alloué au deuil public, ce qui est considéré comme ayant un effet négatif sur le commerce de la soie de Canterbury. Il vote également en faveur de la destitution du docteur Sacheverell, ce qui lui a peut-être fait perdre son siège aux élections générales britanniques de 1710. Il est réélu sans opposition en tant que député de New Romney lors d'une élection partielle le 20 avril 1713. Après la nomination de son père au rang de comte de Rockingham en 1714, il est titré vicomte Sondes. En 1718, il passe à l'opposition et, en 1719, il est nommé gentilhomme de la chambre à coucher du prince de Galles .
Il est décédé en 1722, deux ans avant son père. Il épouse Catherine Tufton, fille aînée de Thomas Tufton en 1709, et a trois fils et une fille :
- Lewis Watson (2e comte de Rockingham), sans descendance
- Thomas Watson (3e comte de Rockingham), sans descendance
- Edward Watson, sans descendance
- Katherine Watson, épouse Edward Southwell Jr..

En 1729, sa veuve et ses quatre sœurs deviennent héritières de la baronnie de Clifford. La troisième sœur, Margaret, épouse de Lord Lovel, met fin à la suspension en 1734 mais, après sa mort sans descendance en 1775, la baronnie est restaurée au profit du petit-fils du vicomte Sondes, Edward Southwell.